# Færdighed
En færdighed er en evne til at gøre eller udføre noget. Begrebet bruges altså kun om en praktisk dygtighed, men det omfatter til gengæld også kunnen på områder, der betragtes som meget teoretiske, f.eks. læsefærdighed, betjening af mikroskop eller kirurgi.
Det ligger heri, at færdigheder kun kan læres ved praktisk øvelse, men også at nogle har bedre forudsætninger end andre for at lære på det område. Det diskuteres i den forbindelse, om man skal tillægge arv eller miljø den største betydning for børns evner. 
De seneste års forskning i énæggede tvillinger har vist, at arv skal tillægges større vægt, end man tidligere var tilbøjelig til at mene, men på den anden side også, at optimal udvikling af de givne evner ofte betyder mere for personens færdigheder end de arvelige forudsætninger.